# 부메랑 (텔레비전 네트워크)
부메랑(Boomerang 부머랭[*])은 워너 브라더스 디스커버리 네트웍스가 운영하는 미국의 어린이 텔레비전 채널이자 스트리밍 서비스다.

## 역사
카툰 네트워크는 1992년 12월 8일에 고전 만화를 방송하는 부메랑을 블록 편성하기 시작했다. 처음에는 주말마다 4시간이 방송되었으나 시작 시간이 자주 바뀌면서 나중에는 3시간으로 줄었다. 카툰 네트워크의 소유주였던 터너 브로드캐스팅 시스템은 부메랑을 독립 채널로서 2000년 4월 1일에 개국시켰고, 기존의 편성 블록은 2004년 10월 3일까지 운영되었다.

## 대한민국
- 2015년 11월 14일에 부메랑이 개국하고, 2024년 7월 1일부터 유아용 편성 블록인 부메랑 방송하기 위해 한국에서 9년 만에 폐국되었으며, 카투니토로 변경했다.

## 같이 보기
- 카투니토